# Résurrection (film, 1934)
Pour les articles homonymes, voir Résurrection (homonymie).
Pour plus de détails, voir Fiche technique et Distribution.
Résurrection (We Live Again) est un film américain de Rouben Mamoulian, adapté du roman éponyme de Léon Tolstoï et sorti en 1934.
Le film suit le prince Dimitri Nekhlyudov, à l'occasion d'un procès, qui retrouve une jeune femme qu'il avait séduit dans le passé, puis abandonnée.

## Synopsis
Le prince russe Dmitri Nekhlyudov séduit la jeune et innocente Katusha Maslova, une servante de ses tantes. Après avoir passé la nuit ensemble dans une serre, Dmitri part le lendemain matin, scandalisant Katusha en ne laissant pas de mot pour elle mais seulement de l'argent. Lorsqu'elle tombe enceinte, elle est immédiatment renvoyée et lorsque le bébé naît, il meurt rapidement pour être enterré sans avoir reçu le baptême. Katusha se rend alors à Moscou, où elle tombe dans une vie de prostitution, de pauvreté et de dégradation.
Dmitri, désormais fiancé à Missy, la fille du riche Prince Kortchagin, qui excerce la fonction de juge, est convoqué comme juré au tribunal de Kotchagin pour un procès de meurtre. L'affaire concerne un marchand qui a été tué, et Dmitri est étonné de voir que Katusha est l'un des accusés. Le jury la déclare coupable d'avoir donné la poudre au marchand Smerkov sans intention de voler.  Mais parce qu'il a omis de dire sans intention de tuer volontaire, alors que le jury avait l'intention de la libérer, le juge la condamne à cinq ans de travaux forcés en Sibérie.
Se sentant coupable d'avoir abandonné Katusha des années auparavant et voulant la sauver ainsi que lui-même, le noble autrefois impitoyable tente de la faire sortir de prison. Il échoue dans ses efforts et retourne donc à la prison pour demander à Katusha de l'épouser. Il échoue dans ses efforts et retourne donc à la prison pour demander à Katusha de lui pardonner et de l'épouser, ce qui l'aiderait ensuite à la libérer. Elle refuse, et est furieuse qu'il lui ait fait ressentir à nouveau des sentiments. Les amis de Katusha pensent qu'elle est idiote de le renvoyer et gardent l'espoir qu'il réapparaîtra. 
Totalement bouleversé, Dmitri libère ses serfs, rompt ses fiançailles et suit Katusha jusqu'à la frontière de la Sibérie. Cette fois, il ira avec elle en Sibérie où, ensemble, ils revivront. Cette fois, elle l'accepte sa demande. Lorsqu'il ne se présente pas le jour où les prisonniers doivent être transportés par train, Katusha perd espoir mais il apparaît alors à la frontière de la Sibérie. Ils vivent alors ensemble.

## Fiche technique
- Titre original : We Live Again
- Titre français : Résurrection
- Réalisation : Rouben Mamoulian
- Scénario : Maxwell Anderson, Paul Green, Talbot Jennings, Leonard Praskins, Preston Sturges et Thornton Wilder d'après le roman de Léon Tolstoï
- Direction artistique : Richard Day, Sergueï Soudeïkine
- Costumes : Omar Kiam
- Photographie : Gregg Toland
- Son : Frank Maher
- Montage : Otho Lovering
- Musique : Alfred Newman
- Production : Samuel Goldwyn
- Société de production : The Samuel Goldwyn Company
- Société de distribution : United Artists
- Pays de production :  États-Unis
- Langue : anglais
- Format : noir et blanc — 35 mm — 1,37:1 — son mono (Western Electric Wide Range Noiseless Recording)
- Genre : Drame
- Durée : 85 minutes
- Dates de sortie :
  - USA : 1er novembre 1934
  - France : 4 janvier 1935

## Distribution
- Anna Sten : Katusha Maslova
- Fredric March : le prince Dmitri Nekhlyudov
- Jane Baxter : Missy Kortchagin
- C. Aubrey Smith : le prince Kortchagin
- Sam Jaffe : Gregory Simonson
- Ethel Griffies : tante Marie
- Gwendolyn Logan : tante Sophia
- Jessie Ralph : la Pavlovna
- Leonid Kinskey : Simon Kartinkin
- Dale Fuller : Eugenia Botchkova
- Morgan Wallace : le colonel
- Crauford Kent : Schonbock

### Acteurs non crédités
- Davison Clark : Tikhon
- Cecil Cunningham : Theodosia
- Mary Forbes : Mme Kortchagin
- Edward Gargan : l'assistant du directeur de la prison
- Halliwell Hobbes : un officiel
- Wallace Jones : un garde
- Nina Koshetz : la chanteuse
- Walter Law : un paysan
- James A. Marcus : un paysan
- Harry Myers : l'huissier de justice
- Michael Visaroff : le juge
- Tom Wilson : un garde